# Asio clamator
El lechuzón orejudo (Asio clamator)  es una especie de búho de tamaño mediano con largas plumas que parecen pelos en su cabeza, aparentando unas orejas y un disco facial amarronado-blanco con un borde negro.  Su pico es negro, y ojos de color canela. Posee alas redondeadas más cortas que las que poseen muchos de sus parientes. Su dorso es de color canela con tonalidades negras y gruesas barras. Su zona ventral es de color pálido con rayas.
Su nombre — Pseudoscops — significa "falso búho", y deriva de las raíces latinas pseudos = "falso" y scops = "búho". El epíteto clamator deriva del latín y significa "gritón".
Este búho habita en áreas abiertas, valles interandinos y al oriente de los Andes. Se encuentra en varios tipos de hábitats, tales como bosques, zonas anegadizas, pastizales, campos y bosques húmedos tropicales. Su hábitat comprende desde el nivel del mar hasta sitios a 1600 metros de altura o aún más elevados.
Vive en Sudamérica, y partes de América Central.
Su catalogación sistemática permanece irresuelta. Diferentes estudiosos lo ubican en Asio, o en Pseudoscops junto con la lechuza de Jamaica, o más raramente en el genus monotipo Rhinoptynx.